# Киккия
Киккия (аккадск. Ki-ik-ki-a) — правитель г. Ашшура в XXI веке до н. э.
Имя Киккия по происхождению не аккадское, а имеет хурритские корни; видимо Киккия был субареец. Его имя, помимо «Царского списка», упоминается в надписи Ашшур-рем-нишешу, согласно которой Киккия выстроил городские стены города Ашшура.